# 血蛇鰻
血蛇鰻，為輻鰭魚綱鰻鱺目糯鰻亞目蛇鰻科的其中一種，分布於西大西洋區，從美國新澤西州至佛羅里達州海域，棲息深度106-154公尺，體長可達46.7公分，棲息在底層海域，屬肉食性，生活習性不明。

## 擴展閱讀
維基物種上的相關：血蛇鰻